# Нойберенд
Нойберенд (нім. Neuberend) — громада в Німеччині, розташована в землі Шлезвіг-Гольштейн. Входить до складу району Шлезвіг-Фленсбург. Складова частина об'єднання громад Зюдангельн.
Площа — 4,42 км². Населення становить 1174 ос. (станом на 31 грудня 2020).